# Cordillera Britannia
La cordillera Britannia es una cadena montañosa antártica limitada por los glaciares Hatherton y Darwin al norte y el glaciar Byrd al sur, al oeste de la plataforma de hielo de Ross. Fue descubierta por la Expedición Antártica Nacional Británica (1901–04) bajo la dirección de Scott.
Nombrado en honor al HMS Britannia, un buque utilizado como escuela naval en Inglaterra, al que habían asistido varios oficiales de la expedición de Scott.